# 城中区 (西宁市)

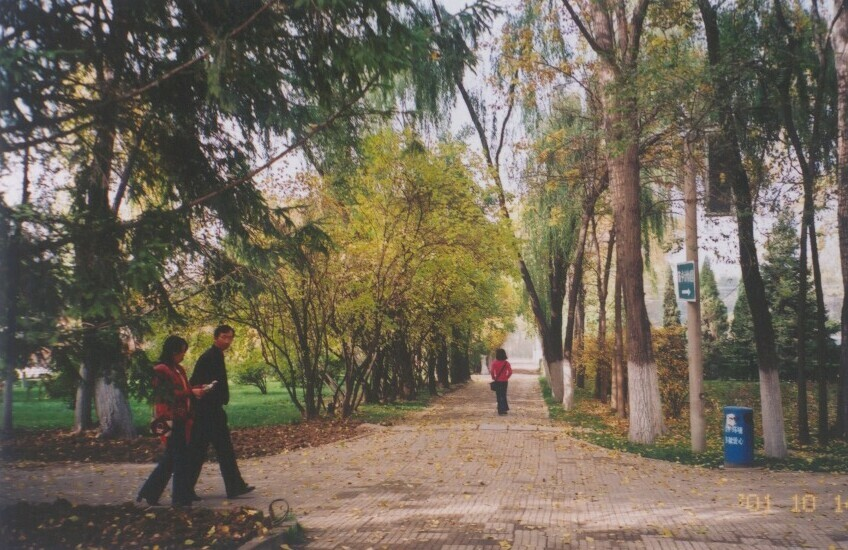

城中区位于青海省西宁市市区中部，全区总面积153.58平方公里，总人口约33万人，区人民政府駐飲馬街街道。

## 行政区划
城中区下辖7个街道办事处、1个镇：
人民街街道、南滩街道、仓门街街道、礼让街街道、饮马街街道、南川东路街道、南川西路街道和总寨镇。

## 人口民族
根據第七次人口普查數據，截至2020年11月1日零時，城中區常住人口為325813人。

## 旅游区
- 中心广场
- 北禅寺
- 南山公园
- 南禅寺

## 医疗
- 青海省人民医院
- 青海省第四人民医院（青海省传染病专科医院）